# MAN LX et FX
MAN LX et FX sont une classe de camions militaires de marque MAN Truck & Bus filiale de MAN (constructeur).

## Opérateurs

### Classe LX

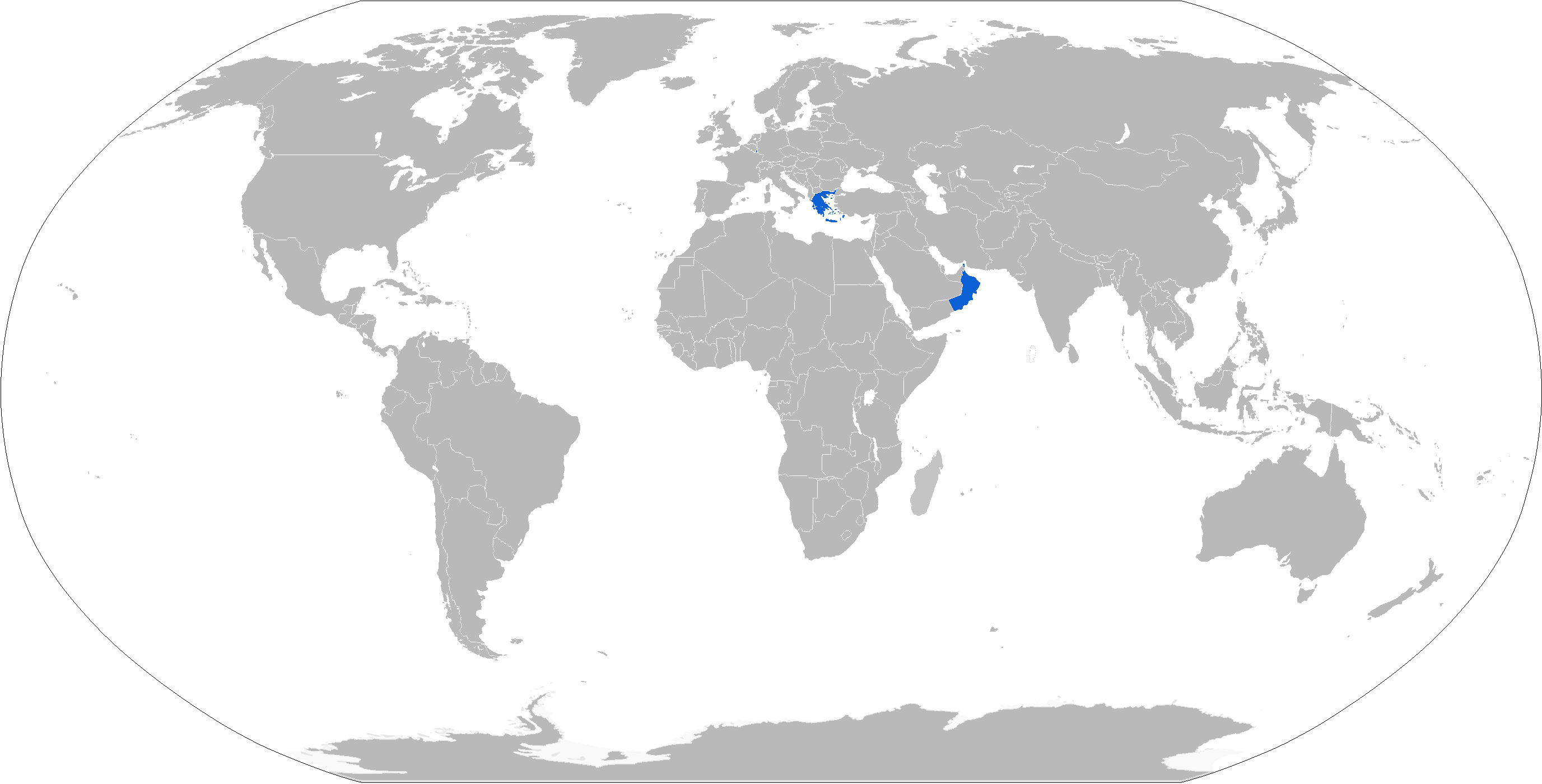
Carte des opérateurs du MAN LX en bleu

- Greece (badged Steyr)[1]
- Luxembourg (inc. recovery)[1]
- Oman (est. 450 from 1992)[1]

### Classe FX

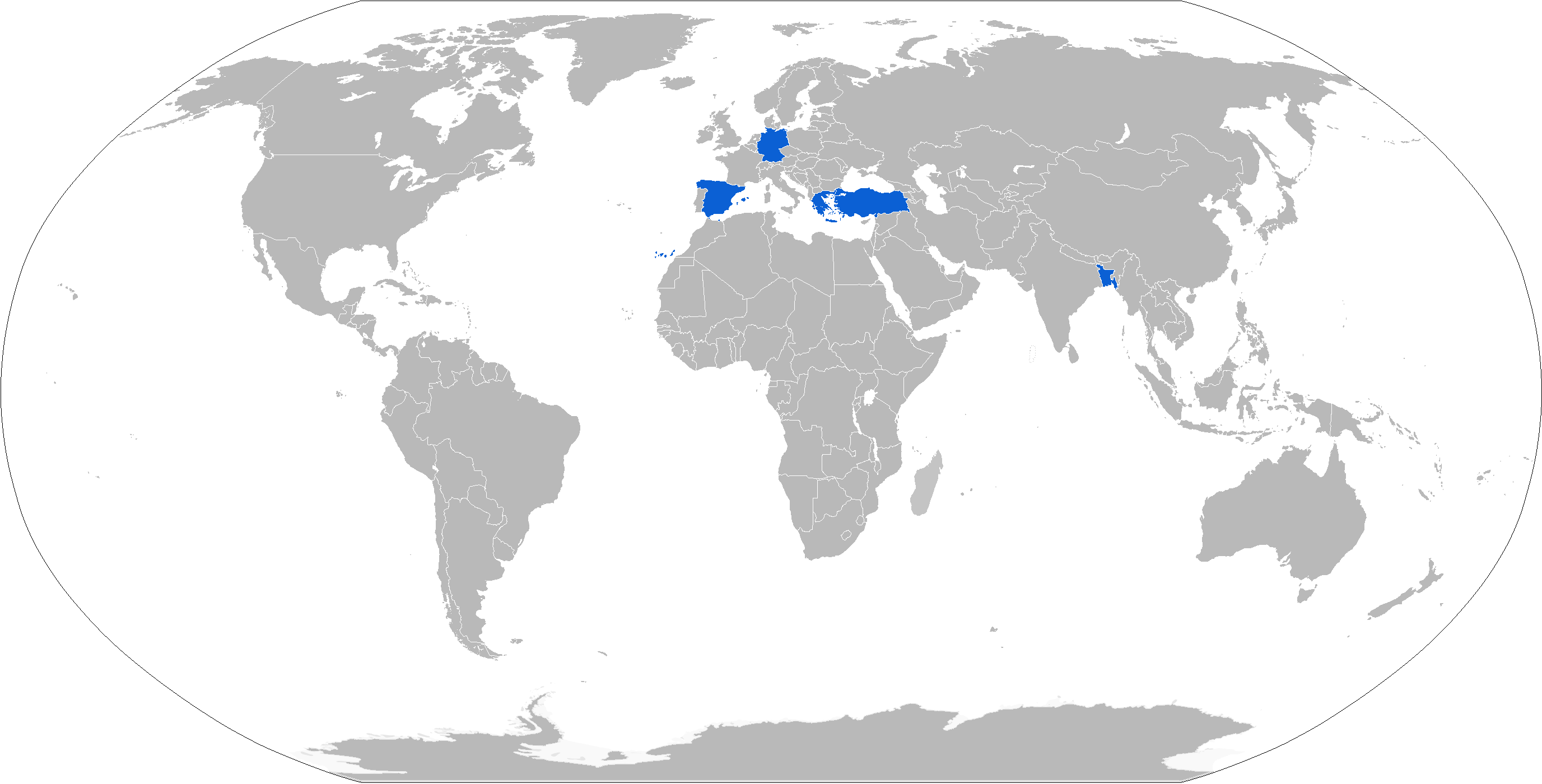
Carte des opérateurs du MAN FX en bleu

- Germany (inc. 4x4 tractor units)[1]
- Greece (badged Steyr; including HETs)[1],[2]
- Spain (Air Force, FCR)[1]
- Bangladesh (Bangladesh Army)[réf. nécessaire]
- Turkey (Véhicules produits en Turquie fabriqués par MAN Türkiye A.S.)[1],[3]